# Tavernerio
Tavernerio – miejscowość i gmina we Włoszech, w regionie Lombardia, w prowincji Como.
Według danych na rok 2004 gminę zamieszkiwało 5349 osób, 486,3 os./km².